# Pterolocera leucocera
Pterolocera leucocera là một loài bướm đêm thuộc họ Anthelidae. Nó được tìm thấy ở New South Wales, Victoria và Tasmania.
Sải cánh dài khoảng 50 mm đối với con đực. The đối với con cái are unable to fly.